# Sinnai
Sinnai (en sard Sìnnia) és un municipi italià, situat a la regió de Sardenya i a la Ciutat metropolitana de Càller. L'any 2008 tenia 16.498 habitants. Es troba a la regió de Campidano di Cagliari. Limita amb els municipis de Burcei, Castiadas, Dolianova, Maracalagonis, Quartucciu, San Vito, Settimo San Pietro, Soleminis, Villasalto i Villasimius.

## Administració
| Període | Identitat      | Partit        |
| ------- | -------------- | ------------- |
| 2002-   | Sandro Serreli | Llista cívica |